# Cipandanwangi
Cipandanwangi is een bestuurslaag in het regentschap Sumedang van de provincie West-Java, Indonesië. Cipandanwangi telt 1279 inwoners (volkstelling 2010).